# Waterwormsalamander
De waterwormsalamander (Typhlonectes compressicauda) is een amfibie uit de familie waterbewonende wormsalamanders (Typhlonectidae). De soort werd voor het eerst wetenschappelijk beschreven door André Marie Constant Duméril en Gabriel Bibron in 1841. Oorspronkelijk werd de wetenschappelijke naam Coecilia compressicauda gebruikt.

## Uiterlijke kenmerken
Het lange, slanke lichaam is glanzend zwart met een donkergrijze buikzijde en 80 tot 90 ringvormige huidgroeven. De zijdelings samengedrukte staart draagt aan de bovenzijde een vinzoom. De lichaamslengte bedraagt 30 tot 60 cm.

## Leefwijze
Wordt het dier aangevallen, dan scheidt hij een giftige afscheiding uit.

## Voortplanting
De waterwormsalamander is eierlevendbarend, hetgeen wil zeggen dat de eieren en larven zich ontwikkelen in het moederlichaam. De jongen zijn bij de geboorte al kopieën van de ouders.

## Verspreiding en habitat
De wormsalamander komt voor in delen van het noorden van Zuid-Amerika en leeft in de landen Brazilië, Colombia, Frans-Guyana, Guyana en Peru. Waarschijnlijk komt de soort ook voor in Suriname maar dit is nog niet bevestigd. De habitat bestaat uit rivieren, meren en beken.